# Edgar Howard

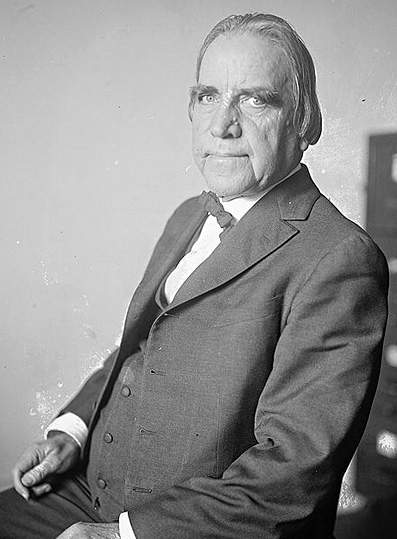
Edgar Howard (1923)

Edgar Howard (* 16. September 1858 in Osceola, Clarke County, Iowa; † 19. Juli 1951 in Columbus, Nebraska) war ein US-amerikanischer Politiker. Zwischen 1923 und 1935 vertrat er den dritten Wahlbezirk des Bundesstaates Nebraska im US-Repräsentantenhaus.

## Werdegang
Edgar Howard besuchte die öffentlichen Schulen seiner Heimat, das Western Collegiate Institute und das Iowa College of Law, an dem er Jura studierte.  Anschließend arbeitete er als Zeitungsreporter und bis 1884 als Herausgeber verschiedener lokaler Zeitungen. Ab 1884 bis 1900 verlegte er die Zeitung "Papillion Times".  Nach seiner im Jahr 1886 erfolgten Zulassung als Rechtsanwalt begann er in Papillion in seinem neuen Beruf zu arbeiten. Von 1896 bis 1900 war er Richter an einem Nachlassgericht im Sarpy County. Neben dieser Tätigkeit blieb er weiter im Zeitungsgeschäft. Im Jahr 1900 erwarb er die wöchentlich erscheinende Zeitung "Weekly Telegram of Columbus", die er ab 1922 zu einer Tageszeitung machte.
Politisch war Edgar Howard Mitglied der Demokratischen Partei, für die er von 1894 bis 1896 im Repräsentantenhaus von Nebraska saß. Im Jahr 1896 war er Delegierter zur Democratic National Convention. Zwischen 1917 und 1919 amtierte er als Vizegouverneur von Nebraska. 1922 wurde Howard in das US-Repräsentantenhaus gewählt, wo er am 4. März 1923 Robert E. Evans von der Republikanischen Partei ablöste. Nach einigen Wiederwahlen konnte er sein Mandat im Kongress bis zum 3. Januar 1935 ausüben. Zeitweise war er Vorsitzender des Indianerausschusses. Bei den Kongresswahlen des Jahres 1934 unterlag er dem Republikaner Karl Stefan.
Im Jahr 1938 kandidierte Howard noch einmal für das US-Repräsentantenhaus. Auch dieses Mal verlor er gegen Stefan. Danach zog er sich aus der Politik zurück und widmete sich wieder dem Zeitungsgeschäft. Er starb im Juli 1951 in Columbus und wurde dort auch beigesetzt.